# Elbeğendi

Elbeğendi

Elbeğendi (reichsaramäisch ܟܦܪܐ ܬܚܬܝܬܐ, Kafro Tahtayto, auch nur Kafro genannt) ist ein Dorf im Landkreis Midyat in der Provinz Mardin im Südosten der Türkei im Gebirgszug Tur Abdin. Der Ort hat 50 Einwohner und wird ausschließlich von Aramäern bewohnt. Der frühere Name lautete Harabkefr. Der Name Kafro Tahtayto ist aramäischen Ursprungs und bedeutet „Unteres Dorf“.

## Geografie

### Lage
Das Dorf Elbeğendi liegt auf einer leichten Anhöhe und befindet sich ungefähr 900 m über dem Meeresspiegel. Die Grenze zu Syrien liegt südlich in 20 km Entfernung Luftlinie, weitere Ortschaften in der Umgebung verteilen sich wie folgt:
|  | Midyat 22 km                                |              |
|  | Kompassrose, die auf Nachbargemeinden zeigt | Taşköy 10 km |
|  | Üçyol 17 km                                 | Üçköy 5 km   |

Die rote Erde ist sehr fruchtbar. Sie ist reich an vulkanischem Lavagestein. Es gibt ein hohes Vorkommen an weißem Kalkstein.

### Klima
Die Jahreszeiten sind sehr ausgeprägt mit vielen Niederschlägen im Frühling und Herbst, heißen und trockenen Sommern und kalten und verschneiten Wintern. Die Temperaturen schwanken zwischen −10 °C im Winter und +52 °C im Sommer.

### Bevölkerung
Laut mündlicher Überlieferung hat das Dorf Kafro Tahtayto seinen Ursprung noch vor Christi Geburt. Im Jahr des Völkermordes an den Aramäern 1915 floh die komplette Bevölkerung aus dem Dorf ins Mor Malke-Kloster oder zum Mor Elija-Kloster in Ehwo, sodass es vorübergehend leer stand. Erst langsam setzte anschließend eine Wiederbesiedlung ein. In den 1980er Jahren, als die Kämpfe zwischen Kurden und dem türkischen Militär sich im Südosten der Türkei ausweiteten, wanderten wiederum viele Einwohner nach Westeuropa aus, sodass der Ort heute fast unbewohnt ist.
- 1900: 30 Familien
- 1915: 20 Familien
- 1916: 8 Familien
- 1970: 46 Familien
- 1992: 5 Familien
- 1995: 0 Die letzten drei Familien verlassen das Dorf Kafro

Im Jahre 2004 lebten etwa 180 Familien aus dem ursprünglichen Dorf Kafro Tahtayto in Europa, mehrheitlich in Deutschland, Schweden und in der Schweiz.
Im Sommer 2006 kehrten nach langjähriger Planung die ersten Familien nach Kafro zurück. Heute leben ca. 15 Familien in einer komplett neu gebauten Siedlung in Kafro.

### Ortsname
Kafro ist das aramäische Wort für Dorf. Zur Unterscheidung von einem nahe gelegenen Dorf gleichen Namens wurden die beiden Orte mit Tahtayto (Unter-) und Helayto (Ober-) bezeichnet. Das Obere Dorf befindet sich ca. 26 km Luftlinie weiter nördlich.

## Wirtschaft und Infrastruktur
Die Einwohner des Ortes lebten und leben fast ausschließlich von Landwirtschaft, die sie hauptsächlich zum Eigenverbrauch betrieben. Es wurden Feigen, Granatäpfel, Honigmelonen und Wassermelonen angebaut sowie Weizen, Gerste, Gurken, Mandeln und vereinzelt Äpfel. Auf den umliegenden Hügeln wurde Wein angebaut, dessen Trauben großenteils zu Rosinen verarbeitet wurden. Auch Viehzucht war vorhanden.
Elbeğendi besteht aus 46 Häusern, die typischerweise zweistöckig sind, wobei die Familie im oberen Stock wohnte, während das Erdgeschoss als Stall diente. Dazu gehörte zu jedem Haus ein von einer Mauer abgegrenzter Vorhof. Es existiert ein 1964 gebautes Schulhaus.
Der Wasserversorgung dienten ca. 80 selbst erbaute Tiefbrunnen, eine Kanalisation ist nicht vorhanden. Seit 1980 ist Elbeğendi ans Stromnetz angeschlossen.
Das Dorf liegt an der Straße von Midyat nach Arkah.
Da das Dorf zeitweise völlig verlassen und über Jahre nicht bewohnt war, sind etliche Häuser im alten Dorfteil eingestürzt oder zumindest in sehr schlechtem Zustand. Auch die Kirchen sind zum Teil nur noch Ruinen, die Innenräume sind zerstört.
Hingegen wurde der neue Dorfteil mit den großen Häusern mit europäischem Standard ausgestattet. Straßen wurden asphaltiert, Strom- und Wasserleitungen in den neuen Dorfteil geführt und Bäume gepflanzt.

## Religion (Christentum)
Die Gegend um Kafro Tahtayto wurde wie der gesamte Tur Abdin bereits in den ersten Jahrhunderten nach Christus christianisiert. Die Dorfbewohner gehörten der Syrisch-Orthodoxen Kirche von Antiochien an.
Es gab im Ort folgende Gotteshäuser
- Kirche Mor Yahkup, gebaut im 5. Jahrhundert
- Kirche Mor Barsaumo, gebaut im 5. Jahrhundert
- Gedenkhaus Gottesmutter Maria
- Kirche Mor Bosuss
- Gedenkhaus Kadisto